# Fujara

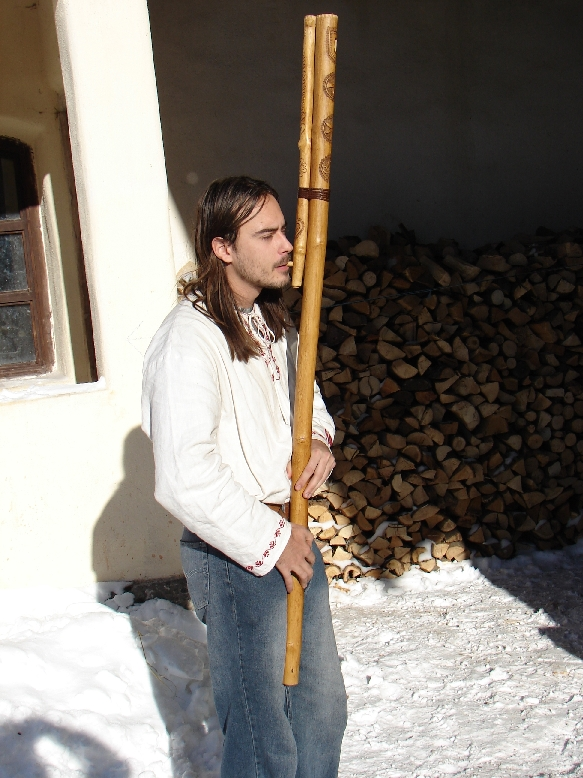
Fujara

Fujara je slovenský lidový dřevěný dechový hudební nástroj. Jde o obdobu gotické basové trojdírkové píšťaly, které byly velmi známé a hojně rozšířeny v Evropě ve 12. až 13. století.
Podle slovenských odborníků na slovenskou fujaru spadá místo vzniku fujary do oblasti severně od města Banská Bystrica. Usuzuje se, že trojdírková basová píšťala se na toto území dostala v době tureckých válek, kdy u Slovenské Ľupči pobýval pluk žoldnéřů ze západní Evropy.
Na fujaru hrávali pastýři při pasení ovcí a také při rozličných slavnostních a smutečních příležitostech. Používala se i jako signální komunikační nástroj. Hra na fujaru vyžaduje, aby měl hráč hudební sluch. Hráč střídal svoji hru se zpěvem.

## Popis a stavba
Hra na fujaru nevyžaduje znalost not, ale hudební sluch hráč na fujaru mít musí. Nejčastěji se vyskytuje fujara laděná v G, dlouhá asi 172 cm. Na fujaru lze zahrát jen durovou stupnici od tónu, v němž je fujara laděná, a to v rozsahu 2 oktáv. Půltóny do jisté míry zahrát jdou částečným zakrytím jednoho ze tří hmatových otvorů, ale to už vyžaduje velikou praxi a v klasické hudbě pastevců se tato technika nepoužívá. Protože nejvyšší a nejnižší tóny rozsahu se hrají o poznání hůř, jsou pastevecké písně laděné mixolydicky, tj. začínají až pátým tónem spodní durové oktávy. Proto mají písně svůj specifický nádech.
Fujara má jen tři hmatové otvory, vyšší tóny, tzv. alikvotní, se hrají přefukem, zvýšenou intenzitou dechu, u dvojoktávové fujarové stupnice je to 7 - 8 úrovní dechu. Vezměme si nejběžnější případ, fujaru laděnou v G. Všechny tři hmatové otvory jsou zakryty. Foukneme do fujary jen jemně, fujara vydává tichý brumlavý hluboký tón, tzv. základní, který je ale velmi tichý a musí se hrát velmi jemně, na většině nástrojů ani nezní a používá se jen velmi zřídka. Nechme stále všechny otvory zakryty a zvyšujeme intenzitu dechu. Při druhé úrovni se nám ozve horní oktáva k základnímu tónu, čili malé g. Při třetí úrovni se ozve kvinta k předchozímu tónu, čili d1, při čtvrté úrovni se ozve g1. Při páté až osmé úrovni se nám při zavřených otvorech ozve rozložený septakord, čili: h1, d1, fis 1 a g2. Tohoto septakordu se nejčastěji využívá při tzv. rozfuku, který tvoří rychle za sebou jdoucí přerušované intenzivní výdechy, notoricky známá předehra každé fujarové skladby.
Fujarová stupnice se hraje následovně. Máme všechny otvory zavřené a foukneme do fujary tak, až se nám ozve malé g. Intenzitu dechu nezvyšujeme, pouze hrajeme pro začátek malé g. nyní odkryjeme spodní otvor a ozve se nám malé a. Odkryjeme prostřední otvor, ozve se malé h, odkryjeme i horní otvor a ozve se c1. Zakryjeme všechny tři otvory a mírně zvýšíme intenzitu dechu, ozve se d1. Odkryjeme spodní otvor, ozve se e1, odkryjeme prostřední otvor, ozve se fis1, zakryjeme všechny tři otvory a zároveň zvýšíme úroveň dechu, ozve se g1. Odkryjeme spodní otvor, ozve se a1, zakryjeme všechny otvory a zvýšíme úroveň dechu, ozve se h1, odkryjeme všechny tři otvory, ozve se c2, zakryjeme všechny tři otvory, zvýšíme úroveň dechu, ozve se d2, odkryjeme všechny otvory, ozve se e2, zakryjeme horní otvor, ozve se fis2, zakryjeme všechny otvory, zvýšíme dech, ozve se g2. Tajemství hry na fujaru spočívá v tom, že některé alikvotní tóny je potřeba začít nárazem vzduchu přiměřené intenzity, něco jako při plivnutí "tff", a až po naskočení tónu pokračovat plynulým foukáním.

## UNESCO
Od roku 2005 je zapsána organizací UNESCO na seznam Mistrovských děl ústního a nehmotného dědictví lidstva.
Od roku 2008 "Fujara a její hudba" byla zapsána na reprezentativním seznamu nehmotného kulturního dědictví lidstva UNESCO.